# Canifa plagiata
Canifa plagiata is een keversoort uit de familie bloemspartelkevers (Scraptiidae). De wetenschappelijke naam van de soort is voor het eerst geldig gepubliceerd in 1846 door Melsheimer.